# Chaliganhalli, Bangarapet
Chaliganhalli là một làng thuộc tehsil Bangarapet, huyện Kolar, bang Karnataka, Ấn Độ.